# Iga Świątek
Iga Natalia Świątek (čita se: "Svjontek", Varšava, 31. svibnja 2001.) poljska je profesionalna tenisačica. Trenutačno je prva tenisačica svijeta na WTA ljestvici, tu poziciju drži od travnja 2022. Świątek je peterostruka pobjednica Grand Slama, osvojila je French Open 2020., 2022., 2023., 2024. i US Open 2022. Ona je prva Poljakinja, koja je osvojila veliki pojedinačni naslov. Osvojila je ukupno 22 naslova u pojedinačnoj konkurenciji, uključujući WTA finale 2023. i deset WTA 1000 naslova. Na Olimpijskim igrama u Parizu 2024. osvojila je brončanu medalju pojedinačno.
Njen otac Tomasz, umirovljeni je veslač, koji nastupio na Olimpijskim igrama 1988. u Seulu. Osvojio je zlato na Univerzijadi u Zagrebu 1987. godine. Kao juniorka, Świątek je bila pobjednica French Opena u parovima za djevojčice 2018. zajedno s Caty McNally i prvakinja Wimbledona 2018. za djevojčice u pojedinačnoj konkurenciji. Počela je redovito igrati na WTA Touru 2019., a ušla je među 50 najboljih s 18 godina nakon svog prvog finala Toura i nastupa u četvrtom kolu French Opena 2019.
Tijekom naslova na French Openu 2020., Świątek nije izgubila više od pet gemova ni u jednom pojedinačnom meču. Prvi put je ušla među deset najboljih na WTA ljestvici u svibnju 2021. nakon pobjede na Italian Openu. Nakon uzastopnih WTA 1000 naslova 2022. u Kataru i Indian Wellsu, Świątek je dosegla najbolji plasman u karijeri, broj 2. Nakon umirovljenja prve tenisačice svijeta Ashleigh Barty, postala je prva poljska tenisačica, koja je dosegla najviši plasman u pojedinačnoj konkurenciji. Skupila je niz od 37 pobjeda, najduži na WTA Touru u 21. stoljeću. S Grand Slam naslovima na French Openu i US Openu završila je 2022. kao dominantni broj 1. Godine 2023. obranila je naslov French Opena i izborila WTA finale da bi ponovno završila kao broj 1 na kraju godine. Osvojila je naslov French Opena u četiri od svojih šest nastupa na turniru, a nikada nije izgubila meč prije četvrtog kola.
Godine 2020. proglašena je najomiljenom WTA igračicom godine. Godine 2023. proglašena je najboljom sportašicom u izboru L'Équipea i najboljom sportašicom Poljske te uvršten na Timeov godišnji popis 100 najutjecajnijih ljudi na svijetu.